# Xilonen Corona
Xilonen Corona is een corona op de planeet Venus. Xilonen Corona werd in 1991 genoemd naar Xilonen, godin van het maïs in de Azteekse mythologie .
De corona heeft een diameter van 300 kilometer en bevindt zich op Sedna Planitia in het quadrangle Lakshmi Planum (V-7).